# Димер (Вармінсько-Мазурське воєводство)
Димер (пол. Dymer, нім. Dimmern) — село в Польщі, у гміні Біскупець Ольштинського повіту Вармінсько-Мазурського воєводства.